# En lo alto
En lo alto (en hangul, 탑; en hanja, 塔; romanización revisada, Tab; literalmente, «Torre») es una película surcoreana de 2022 de Hong Sang-soo, autor del guion y responsable de la producción, dirección, fotografía, montaje y columna sonora de la misma. Está protagonizada por Kwon Hae-hyo, Lee Hye-young y Song Seon-mi, y se estrenó el 11 de septiembre de 2022 en el Festival Internacional de Cine de Toronto.

## Sinopsis
Byung-soo, un director de cine, visita con su hija Jeong-su, a la que no había visto en años y que está separada, un edificio de cuatro pisos propiedad de la señora Kim, una antigua amiga que es diseñadora de interiores. Byung-soo quiere presentarle a su hija, que tiene la intención de estudiar diseño. Ella les muestra planta por planta las reformas que ha realizado. En otros encuentros sucesivos van conociendo a otros inquilinos del edificio. Más tarde, Byung-soo comienza una relación con una mujer y se muda a uno de los apartamentos.

## Reparto
- Kwon Hae-hyo como Byung-soo.[6][7]
- Lee Hye-young como la Sra. Kim.[8][9]
- Song Seon-mi como Sunhee.[10]
- Park Mi-so como Jeong-su.[8]
- Cho Yun-hee como Ji-young.[8]
- Shin Seok-ho como un camarero.[8]

## Producción
La película se rodó en blanco y negro durante el otoño de 2021, en un edificio de Nonhyeon-dong, Gangnam-gu, Seúl, el Hongshin Ae Salt 2nd Store, que acoge un restaurante en su planta baja. Algunas escenas se rodaron durante el servicio del restaurante, con los clientes reales. Hong Sang-soo vive en el vecindario, y la productora Jeonwonsa tiene su sede en el cuarto piso del edificio. Hong se ocupó del guion, la dirección, la producción, la fotografía, el sonido, el montaje y la música del filme. La actriz Kim Min-hee actuó como directora de producción junto al propio Hong Sang-soo.

## Estreno y taquilla
En lo alto se estrenó el 11 de septiembre de 2022 en el Festival Internacional de Cine de Toronto, donde se proyectó fuera de competición. También se proyectó en la sección competitiva del 70.º Festival Internacional de Cine de San Sebastián el 22 de septiembre del mismo año.
Se presentó en el ámbito del Festival Internacional de Cine de Busan el 7 de octubre de 2022, mediante una charla al aire libre en la que participaron los actores, pero no el director Hong ni tampoco Kim Min-hee. El 24 de octubre se confirmó la fecha de estreno en Corea y se publicaron el cartel principal y el tráiler de la película, junto con otro pequeño avance de 29 segundos.
El estreno comercial en Corea del Sur llegó el 3 de noviembre. Se exhibió en 57 salas para 6134 espectadores, que dejaron una taquilla del equivalente a 43 278 dólares. No llegó a entrar en la lista de las primeras cincuenta películas surcoreanas estrenadas en 2022 por ganancia en taquilla.
En España se estrenó el 25 de agosto de 2023.

## Crítica
Luis Martínez (El Mundo) observa «la brillantísima y casi desmayada construcción del tiempo en el que habita En lo alto», que «se alimenta de su extrema sencillez con la misma pasión que lo hace de su desbordante melancolía».
En Cinemanía, Carlota Moseguí define En lo alto como «una acumulación de largas y espontáneas citas entre vecinos, donde cómodamente conversan sobre trivialidades, mientras el alcohol les permite pronunciar en alto sus deseos, fantasías, secretos, revelaciones místicas o los sentimientos de admiración y animadversión que sienten hacia alguno de ellos». Con una puesta en escena austera y depurada, «se construye a partir de la repetición y la diferencia sobre las secuencias conversacionales de sus honestos personajes, creando una sensación de quietud temporal».
Jonathan Romney (ScreenDaily) escribe sobre En lo alto: «como suele ocurrir con Hong, esta es una historia sobre las recompensas y los obstáculos del amor y la creatividad». Y añade que «con su drama en cuatro actos, lagunas informativas y saltos narrativos abruptos, En lo alto ve a Hong planteando algunos desafíos más de lo habitual y, si bien no es probable que atraiga a nuevos espectadores fuera de los devotos seguidores de Hong, los festivales y las plataformas exigentes levantarán una copa ante una de sus fábulas más ricas hasta la fecha».
Según Jessica Kiang (Variety), «todas las interacciones de la película, que existen marcadamente en un registro tan naturalista que apenas parecen escritas en absoluto, están diseñadas tan inteligentemente que, a pesar de estar borrosas por el alcohol, la atracción o el autoanálisis, todas resaltan la divertida y triste perogrullada de que ningún ser humano puede nunca saber realmente lo que es ser otro».